# القوات الجوية للبحرية الإمبراطورية اليابانية
القوات الجوية للبحرية الإمبراطورية اليابانية ( IJNAS - Imperial Japanese Navy Air Service) كانت الذراع الجوي للبحرية الإمبراطورية اليابانية (IJN). كانت المنظمة مسؤولة عن تشغيل الطائرات البحرية وإدارة الحرب الجوية في حرب المحيط الهادئ.
حصل الجيش الياباني على أول طائرة له في عام 1910 وتابع تطور القتال الجوي خلال الحرب العالمية الأولى باهتمام كبير. قاموا في البداية بشراء الطائرات الأوروبية ولكنهم سرعان ما قاموا ببناء طائراتهم الخاصة وبدأوا في برنامج طموح لبناء حاملات الطائرات. أطلقوا أول حاملة طائرات مصممة خصيصًا في العالم هوشو، في عام 1922. وبعد ذلك شرعوا في برنامج لتحويل العديد من الطرادات الحربية والبوارج الزائدة عن الحاجة إلى حاملات طائرات. كانت مهمة القوات الجوية للبحرية الإمبراطورية اليابانية هي الدفاع الجوي الوطني، والضربات العميقة، والحرب البحرية، وما إلى ذلك. وقد احتفظت بهذه المهمة حتى النهاية.
كان برنامج تدريب الطيارين اليابانيين انتقائيًا ودقيقًا للغاية، مما أدى إلى إنتاج سلك طيارين عالي الجودة وذوي خبرة طويلة، والذين حققوا نجاحًا كبيرًا في الجو خلال الجزء الأول من الحرب العالمية الثانية في المحيط الهادئ. ومع ذلك، فإن المدة الطويلة لبرنامج التدريب، إلى جانب نقص البنزين اللازم للتدريب، لم تسمح للبحرية الإمبراطورية اليابانية بتوفير البدائل المؤهلة بسرعة بأعداد كافية. وعلاوة على ذلك، فإن اليابان، على النقيض من الولايات المتحدة وبريطانيا، لم تغير أبداً برنامجها لتسريع عملية تدريب المجندين لديها. وقد أدى هذا الانخفاض في الكمية والنوعية، من بين عوامل أخرى، إلى زيادة الخسائر في نهاية الحرب.
كان طيارو البحرية اليابانية، مثل نظرائهم في الجيش ، يفضلون الطائرات القابلة للمناورة، مما أدى إلى إنتاج أنواع خفيفة البناء ولكنها رشيقة بشكل غير عادي، وأشهرها المقاتلة ميتسوبيشي زيرو A6M Zero، والتي حققت رشاقتها من خلال التضحية بالدروع وخزانات الوقود ذاتية الغلق. لم تدخل الطائرات المدرعة وخزانات الوقود ذاتية الغلق، مثل كاوانيشي N1K-J، الخدمة حتى أواخر عام 1944-1945، وهو ما كان متأخرًا جدًا لإحداث تأثير ذي معنى في الحرب.

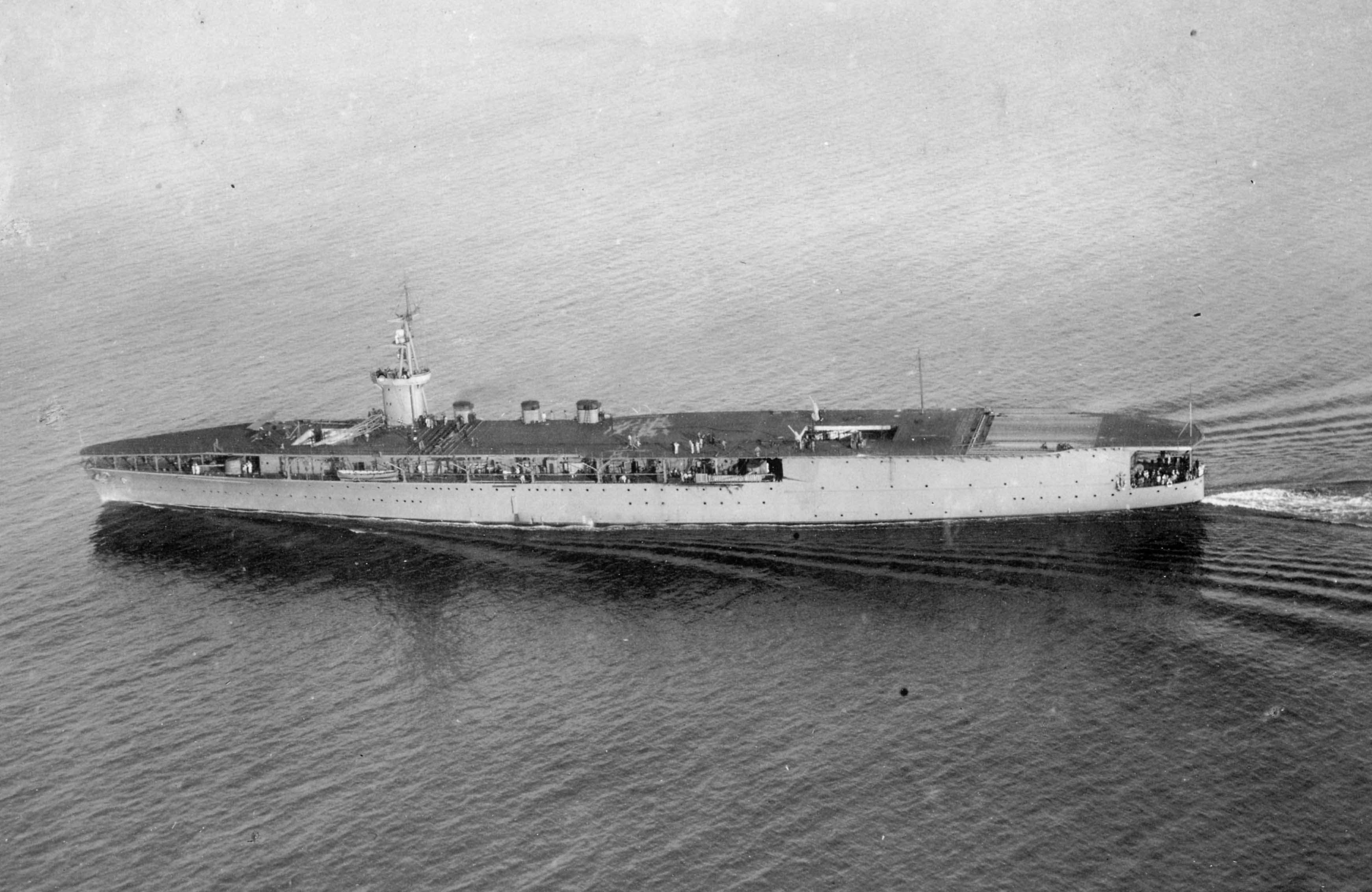
حاملة الطائرات هوشو في عام 1922

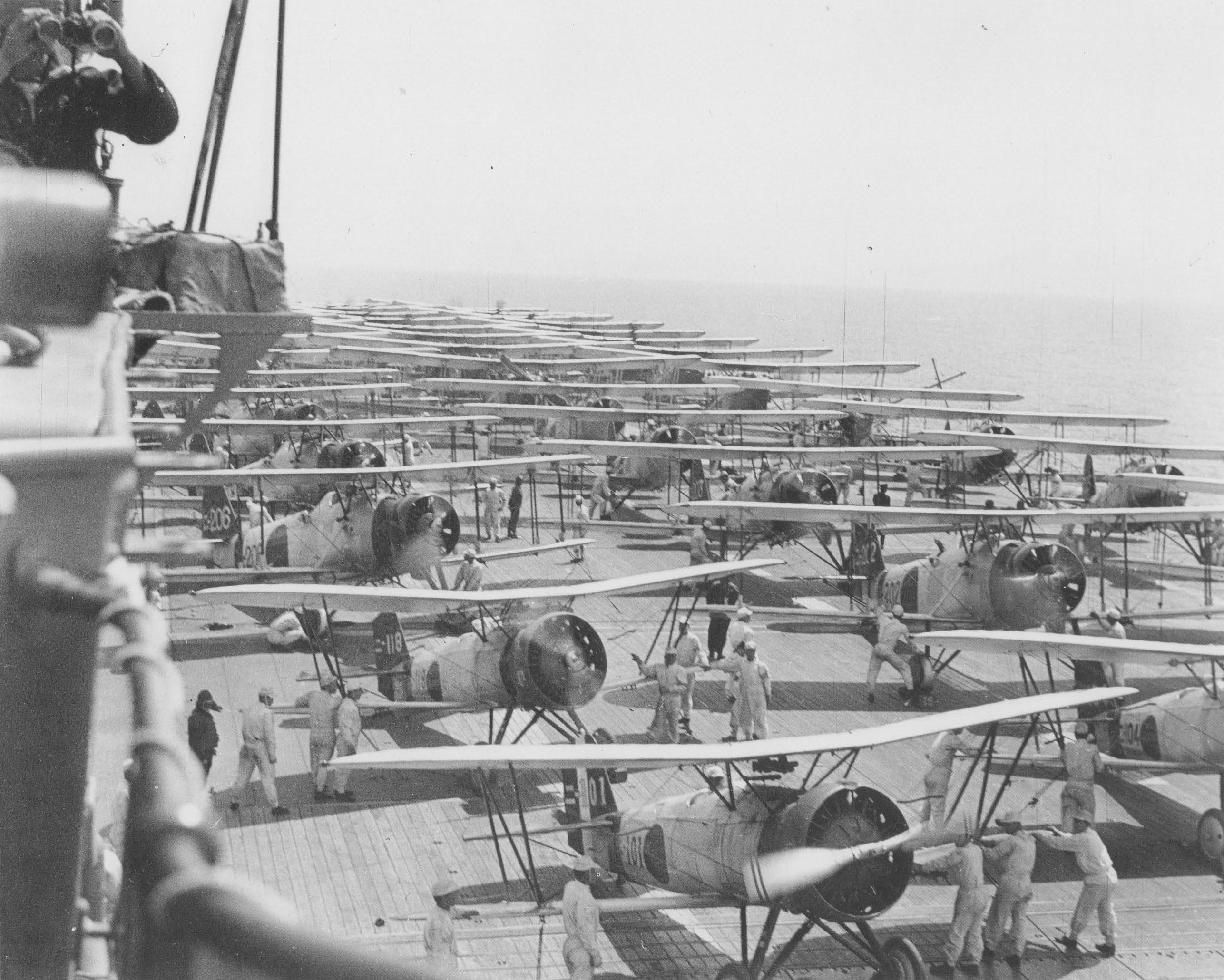
حاملة الطائرات كاجا تقوم بعمليات جوية في عام 1937. على سطح السفينة توجد طائرات Nakajima A2N و Aichi D1A و Mitsubishi B2M.

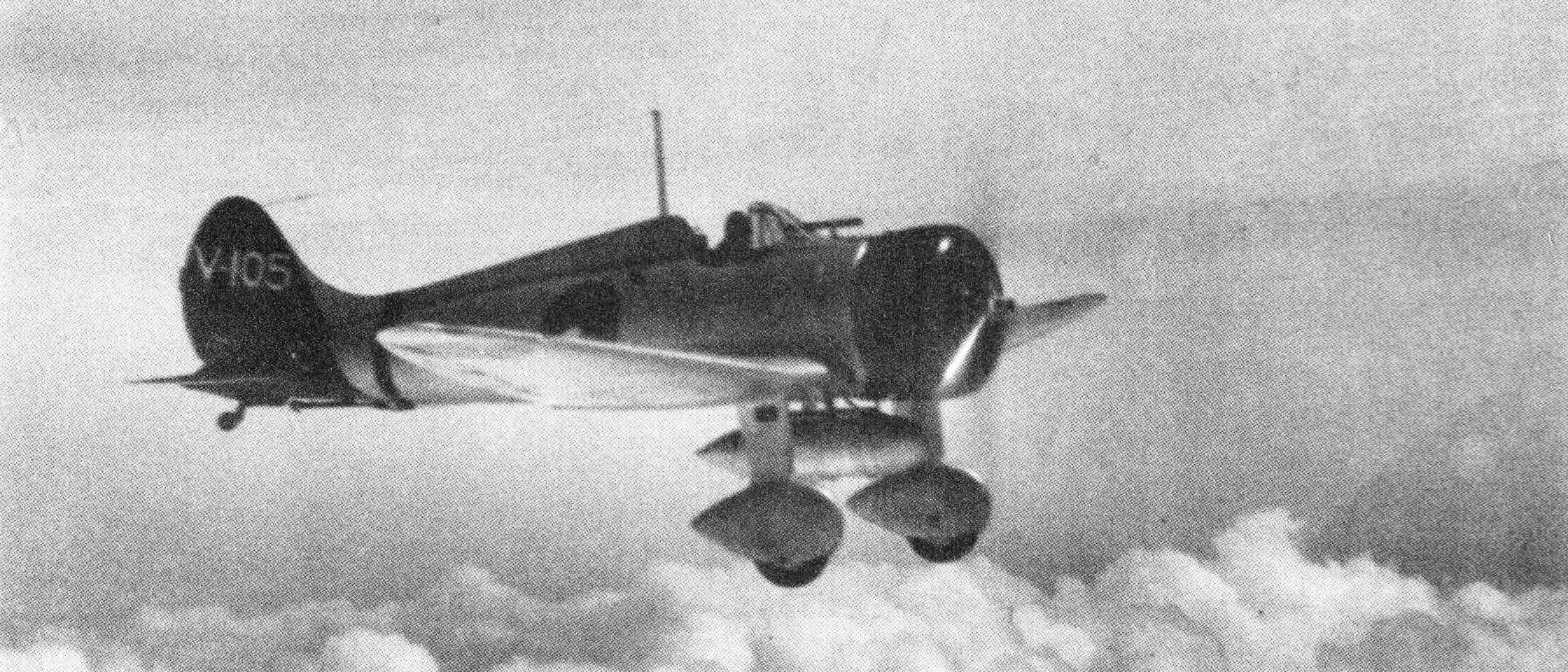
طائرة ميتسوبيشي A5M من حاملة الطائرات أكاجي أو كاجا أثناء الطيران بخزان وقود خارجي (1938 أو 1939).